# Skakbladet
Skakbladet er et dansk tidsskrift, der udgives af Dansk Skak Union. Det udkommer fire gange årligt og distribueres blandt foreningens medlemmer, og i 2018 havde det et oplag på 7000.
Udgivelsen indeholder analyser af skakpartier, skakturneringer, problemskak, teori og information om foreningen. Bladet har været udgivet siden 1904.